# پایگاه هوایی آلبورگ
پایگاه هوایی آلبورگ (به انگلیسی: Aalborg Air Base) (به زبان بومی: Flyvestation Aalborg) یک فرودگاه همگانی و نظامی با کد یاتا AAL است که یک باند فرود آسفالت دارد و طول باند آن ۲۵۴۹ متر است. این فرودگاه در شهر آلبورگ کشور دانمارک قرار دارد و در ارتفاع ۳ متری از سطح دریا واقع شده‌است.